# Сконто (футбольный клуб)
«Ско́нто» (латыш. FK Skonto) — латвийский футбольный клуб из города Рига. Основан в 1991 году под именем «Форум-Сконто» (латыш. Forums-Skonto). Чемпион Латвийской ССР и 14-кратный чемпион Латвии, восьмикратный обладатель кубка Латвии по футболу. Закончил существование в 2016 году.

## Названия
- Сборная студентов (1988)
- «Пардаугава» (1989)
- «Даугава-СКИФ» (1990)
- «Форум-Сконто» (1991)
- «Сконто» (с 1992)

## История
Футбольный клуб «Сконто» был основан в 1991 году. 14 лет подряд он выигрывал титул чемпиона Латвии, и только в сезоне 2005 года занял второе место после лиепайского «Металлурга». В 2006 году «Сконто» занял третье место в тесном соперничестве с «Металлургом» и «Вентспилсом».
Впервые титул чемпиона был взят «Сконто» в 1992 году. В том же году клуб дебютировал в Лиге чемпионов, победив в квалификационном раунде команду Фарерских островов «КИ Клаксвик». После сезона была произведена тренерская замена: Александр Старков сменил Марка Заходина.
В течение следующих 10 лет в местных чемпионатах ни один из конкурентов не был в состоянии предложить значительное сопротивление «Сконто». В свою очередь, команда не проигрывала два сезона, уступив соперникам только в одном матче.
В сезоне 1998 года «Сконто» одержал самую крупную победу в истории чемпионатов Латвии — над «Валмиерой» — 15:2.
В течение этих лет «Сконто» стал основным источником игроков для национальной сборной. Среди них — Марис Верпаковскис, Марьян Пахарь, Александр Колинько, Виталий Астафьев, Игорь Степанов, Имант Блейделис, Юрис Лайзанс, Михаил Землинский, Валентин Лобанёв, Андрей Рубин.
В 2004 году главный тренер Александр Старков принял предложение работать в Москве в «Спартаке». Руководство было возложено на Юрия Андреева, его ассистента, но после поражения от македонского клуба «Работнички» в квалификации Лиги чемпионов он ушёл в отставку. Андреева сменил Пол Эшуорт, который прежде работал с «Вентспилсом», «Ригой» и российским клубом «Ростов».
В сезонах 2005—2006 годов в «Сконто» прошла смена поколений — опытные игроки старого состава заменены молодыми из молодёжных составов команд — Александр Цауня, Иван Лукьянов, Олег Лайзанс, Игорь Козлов, Каспар Дубра, Андрей Синицын и другие.

### Проблемы с лицензированием
Начиная с 2014 года, комиссия ЛФФ по лицензированию клубов регулярно отклоняла заявку «Сконто» о присвоении лицензии ЛФФ-А, необходимой для участия в Высшей лиге. В 2014 и 2015 годах лицензия присваивалась решением комиссии ЛФФ по апелляциям, но в 2016 году комиссия отклонила апелляционную жалобу клуба. Таким образом, клуб потерял право выступать в Высшей лиге. 3 марта 2016 года комиссия ЛФФ по лицензированию клубов присвоила клубу лицензию ЛФФ-B, необходимую для участия Первой лиге. В декабре клуб был объявлен банкротом.

## Стадион
Стадион «Сконто» вмещает 9500 зрителей. Является домашней ареной футбольного клуба «Сконто» и сборной Латвии по футболу. Открыт в 2000 году. Рекордное количество болельщиков на стадионе, 10 000 человек, было зафиксировано в 2003 году на отборочном матче чемпионата Европы по футболу 2004 между Латвией и Турцией. Сборная Латвии тогда сенсационно выиграла матч со счётом 1:0.

## Результаты выступлений
| В чемпионатах и Кубке Латвии | В чемпионатах и Кубке Латвии                     | В чемпионатах и Кубке Латвии                     | В чемпионатах и Кубке Латвии                     | В чемпионатах и Кубке Латвии                     | В чемпионатах и Кубке Латвии                     | В чемпионатах и Кубке Латвии                     | В чемпионатах и Кубке Латвии                     | В чемпионатах и Кубке Латвии                     | В чемпионатах и Кубке Латвии | В чемпионатах и Кубке Латвии |
| Сезон                        | Лига                                             | Место                                            | И                                                | В                                                | Н                                                | П                                                | Голы                                             | О                                                |                              | Кубок                        |
| ---------------------------- | ------------------------------------------------ | ------------------------------------------------ | ------------------------------------------------ | ------------------------------------------------ | ------------------------------------------------ | ------------------------------------------------ | ------------------------------------------------ | ------------------------------------------------ | ---------------------------- | ---------------------------- |
| 1988                         | Не принимал участие в чемпионате Латвийской ССР. | Не принимал участие в чемпионате Латвийской ССР. | Не принимал участие в чемпионате Латвийской ССР. | Не принимал участие в чемпионате Латвийской ССР. | Не принимал участие в чемпионате Латвийской ССР. | Не принимал участие в чемпионате Латвийской ССР. | Не принимал участие в чемпионате Латвийской ССР. | Не принимал участие в чемпионате Латвийской ССР. |                              | 1/2 финала                   |
| 1989                         | Класс «А»                                        | 4                                                | 31                                               | 15                                               | 8                                                | 8                                                | 40‒27                                            | 38                                               |                              | 1/8 финала                   |
| 1990                         | Чемпионат Прибалтики                             | 14                                               | 32                                               | 4                                                | 13                                               | 15                                               | 16‒49                                            | 21                                               |                              | Победитель                   |
| 1991                         | Класс «А»                                        | 1                                                | 18                                               | 15                                               | 2                                                | 1                                                | 33‒7                                             | 32                                               |                              | Финалист                     |
| 1992                         | Высшая лига                                      | 1                                                | 22                                               | 18                                               | 2                                                | 2                                                | 51‒10                                            | 38                                               |                              | Победитель                   |
| 1993                         | Высшая лига                                      | 1                                                | 18                                               | 17                                               | 0                                                | 1                                                | 63‒7                                             | 34                                               |                              | 1/2 финала                   |
| 1994                         | Высшая лига                                      | 1                                                | 22                                               | 20                                               | 2                                                | 0                                                | 76‒9                                             | 42                                               |                              | 1/4 финала                   |
| 1995                         | Высшая лига                                      | 1                                                | 28                                               | 25                                               | 3                                                | 0                                                | 99‒15                                            | 78                                               |                              | Победитель                   |
| 1996                         | Высшая лига                                      | 1                                                | 28                                               | 23                                               | 4                                                | 1                                                | 98‒12                                            | 73                                               |                              | Финалист                     |
| 1997                         | Высшая лига                                      | 1                                                | 24                                               | 20                                               | 4                                                | 0                                                | 89‒8                                             | 64                                               |                              | Победитель                   |
| 1998                         | Высшая лига                                      | 1                                                | 28                                               | 21                                               | 4                                                | 3                                                | 98‒27                                            | 67                                               |                              | Победитель                   |
| 1999                         | Высшая лига                                      | 1                                                | 28                                               | 23                                               | 0                                                | 5                                                | 88‒15                                            | 69                                               |                              | Финалист                     |
| 2000                         | Высшая лига                                      | 1                                                | 28                                               | 24                                               | 3                                                | 1                                                | 86‒10                                            | 75                                               |                              | Победитель                   |
| 2001                         | Высшая лига                                      | 1                                                | 28                                               | 22                                               | 2                                                | 4                                                | 94‒26                                            | 68                                               |                              | Победитель                   |
| 2002                         | Высшая лига                                      | 1                                                | 28                                               | 23                                               | 4                                                | 1                                                | 95‒19                                            | 73                                               |                              | Победитель                   |
| 2003                         | Высшая лига                                      | 1                                                | 28                                               | 23                                               | 4                                                | 1                                                | 91‒9                                             | 73                                               |                              | Финалист                     |
| 2004                         | Высшая лига                                      | 1                                                | 28                                               | 22                                               | 3                                                | 3                                                | 65‒18                                            | 69                                               |                              | Финалист                     |
| 2005                         | Высшая лига                                      | 2                                                | 28                                               | 17                                               | 7                                                | 4                                                | 59‒25                                            | 58                                               |                              | 1/2 финала                   |
| 2006                         | Высшая лига                                      | 3                                                | 28                                               | 16                                               | 6                                                | 6                                                | 55‒21                                            | 54                                               |                              | Финалист                     |
| 2007                         | Высшая лига                                      | 4                                                | 28                                               | 16                                               | 7                                                | 5                                                | 54‒27                                            | 55                                               |                              | 1/2 финала                   |
| 2008                         | Высшая лига                                      | 3                                                | 28                                               | 15                                               | 7                                                | 6                                                | 43‒31                                            | 52                                               |                              | 1/2 финала                   |
| 2009                         | Высшая лига                                      | 3                                                | 32                                               | 23                                               | 4                                                | 5                                                | 96‒30                                            | 73                                               |                              | 1/2 финала                   |
| 2010                         | Высшая лига                                      | 1                                                | 27                                               | 22                                               | 3                                                | 2                                                | 86‒16                                            | 69                                               |                              | 1/4 финала                   |
| 2011                         | Высшая лига                                      | 4                                                | 32                                               | 17                                               | 9                                                | 6                                                | 62‒21                                            | 60                                               |                              | Победитель                   |
| 2012                         | Высшая лига                                      | 2                                                | 36                                               | 21                                               | 11                                               | 4                                                | 58‒22                                            | 74                                               |                              | 1/4 финала                   |
| 2013                         | Высшая лига                                      | 2                                                | 27                                               | 18                                               | 8                                                | 1                                                | 68‒11                                            | 62                                               |                              | Финалист                     |
| 2014                         | Высшая лига                                      | 2                                                | 36                                               | 25                                               | 1                                                | 10                                               | 77‒34                                            | 71                                               |                              | 1/4 финала                   |
| 2015                         | Высшая лига                                      | 2 1                                              | 24                                               | 13                                               | 6                                                | 5                                                | 43‒23                                            | 45                                               |                              | 1/4 финала                   |
| 2016                         | Первая лига                                      | 8                                                | 28                                               | 16                                               | 2                                                | 10                                               | 71‒40                                            | 42                                               |                              | 1/8 финала                   |

## Главные тренеры
- Марк Заходин (1991—1992)
- Александр Старков (1993—2004)
- Юрий Андреев (2004—2005)
- Пол Эшуорт (2005—2009)
- Александр Старков (2010—2011)
- Марьян Пахарь (2011—2012)
- Тамаз Пертия (2012—2016)1

1 Де-факто в 2016 году главным тренером был Виктор Мороз.

## Достижения
Чемпионат Латвийской ССР
- Чемпион: 1991.

Высшая лига Латвии
- Чемпион (14): 1992, 1993, 1994, 1995, 1996, 1997, 1998, 1999, 2000, 2001, 2002, 2003, 2004, 2010.
- Серебряный призёр (5): 2005, 2012, 2013, 2014, 2015.
- Бронзовый призёр (3): 2006, 2008, 2009.

Кубок Латвии
- Обладатель (9): 1990, 1992, 1995, 1997, 1998, 2000, 2001, 2002, 2012.
- Финалист (6): 1991, 1996, 1999, 2003, 2004, 2006.

Зимний кубок Высшей лиги
- Обладатель (2): 2014, 2015.

Кубок Риги
- Обладатель: 1988.

Кубок Ливонии
- Обладатель (3): 2003, 2004, 2005.
- Финалист: 2011.

Балтийская лига
- Чемпион: 2011.
- Финалист: 2008.

Кубок чемпионов Содружества
- Финалист (3): 2001, 2003, 2004.

Кубок Президента Туркменистана
- Финалист (2): 1996, 2009.

### Рекорды
- Самая крупная победа: 15:2 («Валмиера», 1998).
- Наиболее крупное поражение: 1:6 («Металлург», 2009).